# Hrelja
Hrelja (en serbio: Хреља; búlgaro: Хрельо, Hrelyo), también conocido como Esteban Dragovol (Стефан Драговол) o Hrelja Ohmućević (en serbio: Хреља Охмућевић) fue un señor feudal semiindependiente del siglo XIV en la región del noreste de Macedonia y las montañas Rila que sirvió a los reyes medievales serbios Esteban Milutin, Esteban Dečanski y Esteban Dušan. Es conocido por la reconstrucción del monasterio de Rila, el monasterio más importante de Bulgaria, en 1334-1335.

## Biografía

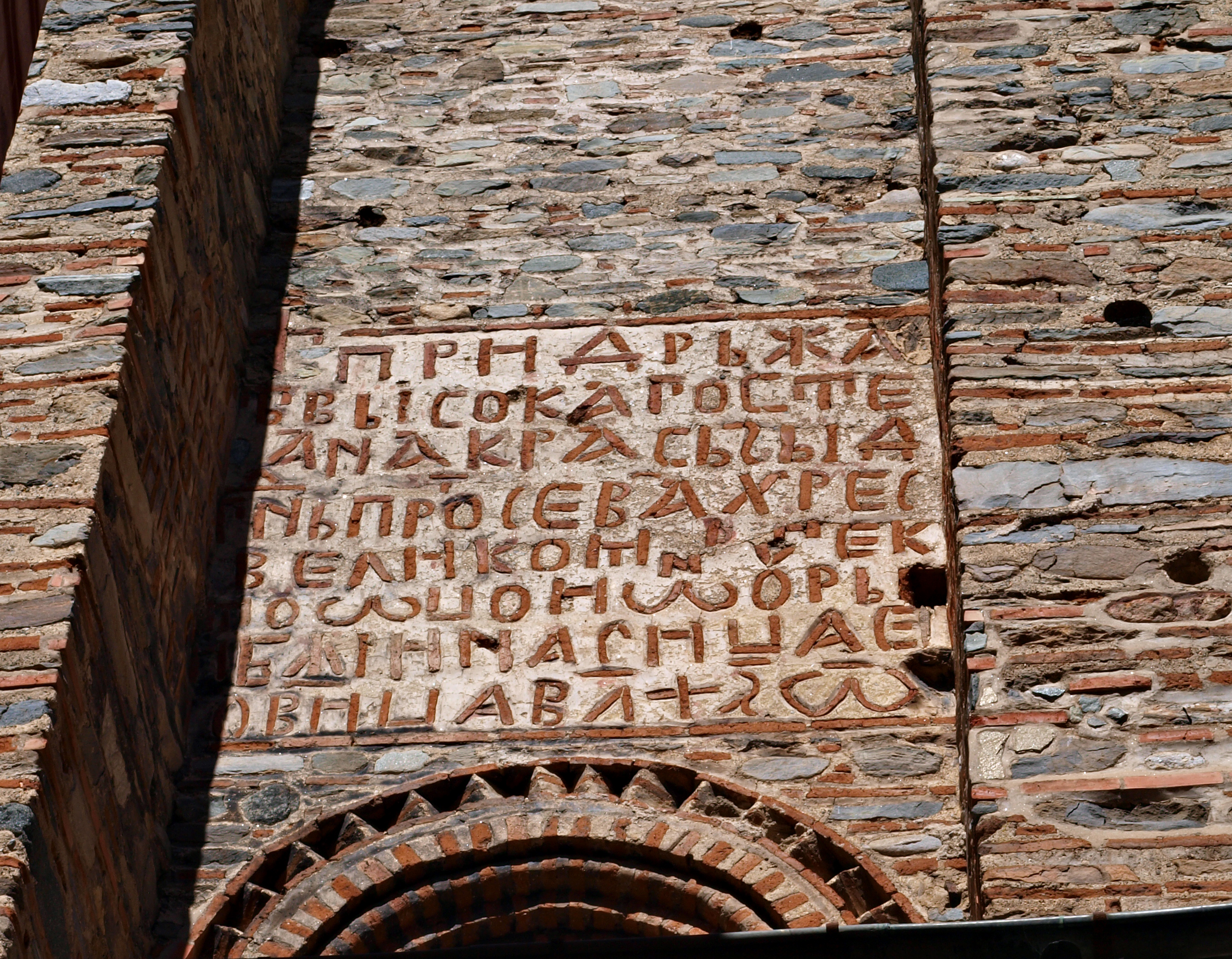
Inscripción de Hrelja en la torre del monasterio de Rila.

Hrelja es mencionado por primera vez en los años 1320 como el comandante de un destacamento militar serbio que estaba envuelto en la guerra civil bizantina. Con su destacamento, Hrelja ayudó al emperador bizantino Andrónico II Paleólogo. Por esa época, Hrelja ya era el gobernante de un gran dominio en la región de Štip (en la actual Macedonia del Norte) y al este de la ciudad; a principios de los años 1330, su dominio se extendió hasta incluir Strumica.
En 1334-1335, Hrelja reconstruyó la iglesia del monasterio de Rila y construyó la llamada Torre de Hrelja, la torre defensiva del monasterio y su estructura más antigua que sobrevive actualmente. La torre de piedra es de 23 metros (75 pies) de alto y tiene una base casi cuadrada. Hay cinco pisos, sin contar el sótano, con una capilla dedicada a la Transfiguración de Cristo en la planta superior; la capilla cuenta con fragmentos de frescos del siglo xiv. La torre tiene una sola entrada en el primer piso, en ese tiempo probablemente se llegaba a través de una escalera; desde la entrada, se podía acceder a la capilla usando las escaleras de piedra construidas en las paredes. Se cree que la torre de Hrelja fue utilizado como una protección para los monjes, así como un escondrijo para objetos de valor, una cárcel o un lugar de aislar a los enfermos mentales. Un campanario de dos plantas fue unido a la torre en 1844. Desde 1983, la torre ha estado bajo la protección de la Unesco como parte del monasterio de Rila, un Patrimonio de la Humanidad.
La inscripción en la torre da testimonio de que en el momento de su construcción Hrelja todavía reconocía la soberanía serbia:

Durante el gobierno del más poderoso rey Esteban Dušan, el señor protosebastos Hrelja, con gran trabajo y en un gran gasto construyó esta torre para el sagrado santo padre Juan de Rila ya la Madre de Dios, llamada Osenovitsa, en el año 6843 quinta indicción. [1334-1335].

Hrelja donó bienes en el valle de Strumica al monasterio de Hilandar, otro hecho que demostraba su poder económico; Hrelja también patrocinó la construcción de la iglesia de San Miguel en Štip. A finales de la década de 1330, Hrelja se separó de Serbia y se convirtió en un autócrata con su capital en Strumica; reconoció formalmente la autoridad bizantina, pero tuvo gran autonomía política. Los factores que contribuyeron a la decisión de Hrelja de romper con el reino de Serbia, incluyeron su independencia económica, sus propias fuerzas armadas y de la localización fronteriza de sus propiedades, bordeando el Segundo Imperio búlgaro y el Imperio bizantino al noreste, sur y sudeste.
Con otra guerra civil bizantina a principios de los años 1340, Hrelja fue buscado como aliado por ambos bandos. Hrelja apoyó a Juan VI Cantacuceno, que le concedió la ciudad de Melnik y el título de protosebastos. Sin embargo, Hrelja no participó activamente en el conflicto, y continuó con sus propios intereses.
Después que Cantacuceno sufriera algunas fuertes pérdidas en la guerra civil y se retirara a la corte de Esteban Dušan en el verano de 1342, accedió a sacrificar a su aliado a cambio del apoyo de Serbia. Aunque Hrelja reconoció una vez más la soberanía de Dušan y cedió la ciudad de Melnik, murió el 27 de diciembre de 1342 en el monasterio de Rila. Según fuentes búlgaras, fue asesinado por mercenarios serbios, contratados por el emperador Esteban Dušan. Poco antes de su muerte Hrelja se había convertido en un monje en el monasterio bajo el nombre de Hariton. Fue enterrado en la iglesia que había reconstruido en el monasterio de Rila. Su epitafio testifica que recibió el título de Késar (César), muy probablemente por Juan VI.
En el folclore épico búlgaro y serbio, Hrelja (Relja Krilatica) es glorificado como un aliado del Príncipe Marko y un protector del pueblo contra los turcos otomanos.